# Cathédrale métropolitaine Saint-Sauveur de San Salvador
Pour les articles homonymes, voir Cathédrale Saint-Sauveur.
La cathédrale métropolitaine de San Salvador est le siège de l'archidiocèse de San Salvador, capitale de la république du Salvador. Détruite dans les années 1950 par un incendie, elle est reconstruite en 1999, mais consacrée et inaugurée en 2001. 
Dernière cathédrale construite au XXe siècle, et première à être inaugurée au XXIe siècle, cette cathédrale acquiert une certaine célébrité depuis l'époque où elle était le siège d'Oscar Romero, archevêque de San Salvador assassiné lors de la guerre civile du Salvador. Sa tombe est un lieu de pèlerinage. Jean-Paul II s'y recueille par deux fois : en 1983 et en 1996. Elle est dédiée au Christ Sauveur du monde.

## Description extérieure
De lignes presque parfaitement quadrangulaires, la cathédrale produit un effet impressionnant, par sa taille élevée, presqu'écrasante d'abord, par sa forme cuboïdale ensuite. Le corps principal de l'édifice est en effet un gigantesque parallélépipède rectangle (ou pavé droit) allongé, dont une des petites faces constitue la façade frontale. Le toit, presque parfaitement plat, est surmonté de deux tours quadrangulaires et trapues flanquant les deux côtés de la façade, et d'un dôme coloré dominant l'autre extrémité de l'édifice, c’est-à-dire le chœur. Les deux ailes du transept, largement surbaissées par rapport au corps principal et de configuration tout aussi parallélépipédique que lui, débordent d'une dizaine de mètres chaque flanc de l'édifice. Celui-ci est orienté nord-sud, avec le chœur situé au nord.

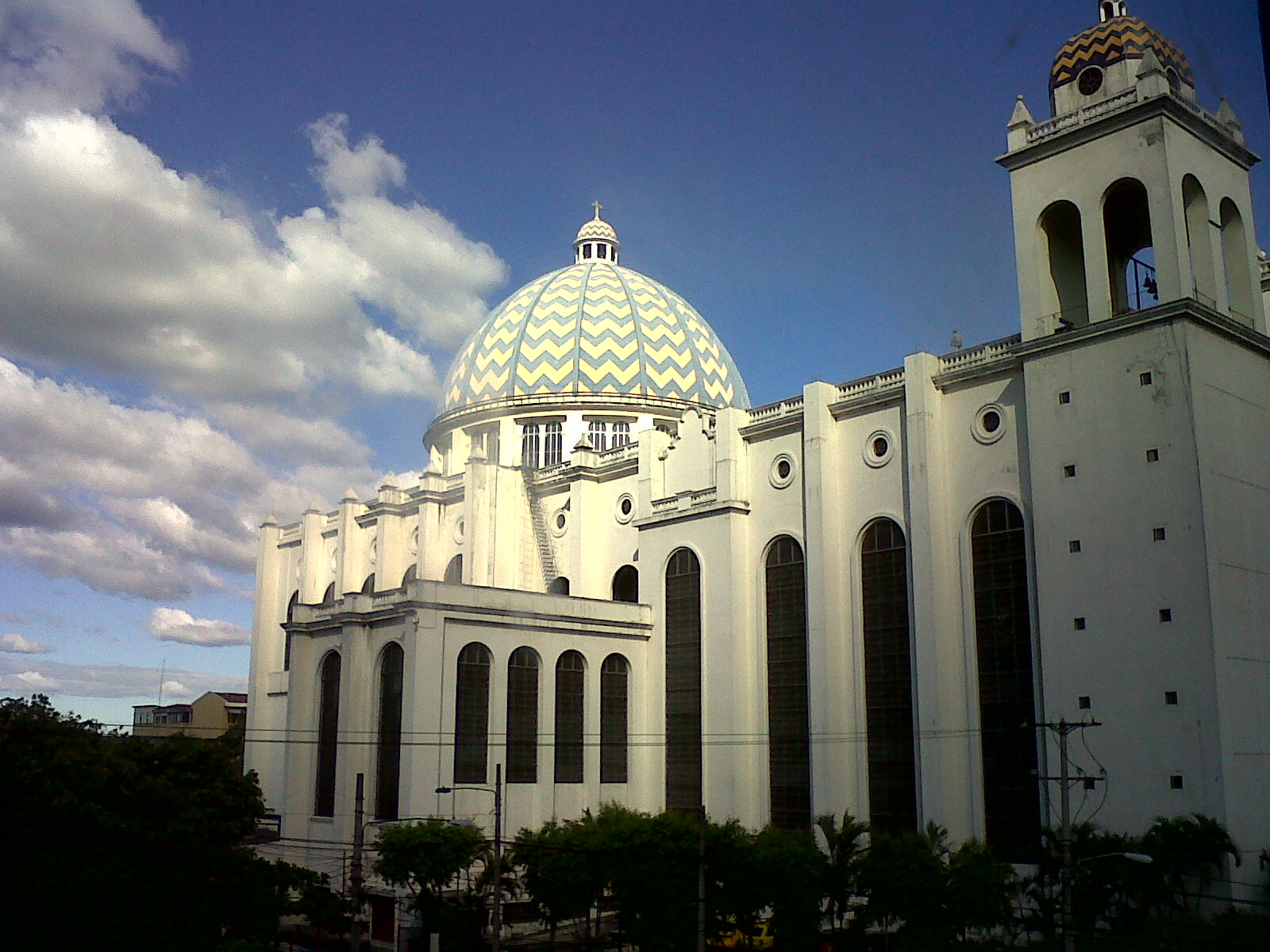
Façade latérale gauche avec une aile du transept, une tour et le dôme à l'arrière.

La longueur extérieure de l'édifice est de 90 mètres environ, sa largeur est de près de 40 mètres en moyenne, et de 60 mètres au niveau du transept.
Les faces latérales de l'édifice sont percées de dix fenêtres. Leur rebord supérieur est constitué d'un arc en plein-cintre surmonté d'un oculus. Elles sont séparées chacune par des contreforts. Ces deux éléments segmentaires (fenêtres et contreforts) brisent la monotonie de l'ensemble et contribuent à le rendre moins écrasant. La grande façade occidentale ou gauche donne sur une jolie place plantée d'arbres. La façade nord ou arrière ne comporte que quatre fenêtres illuminant l'arrière de l'édifice.

### La façade principale et son portail

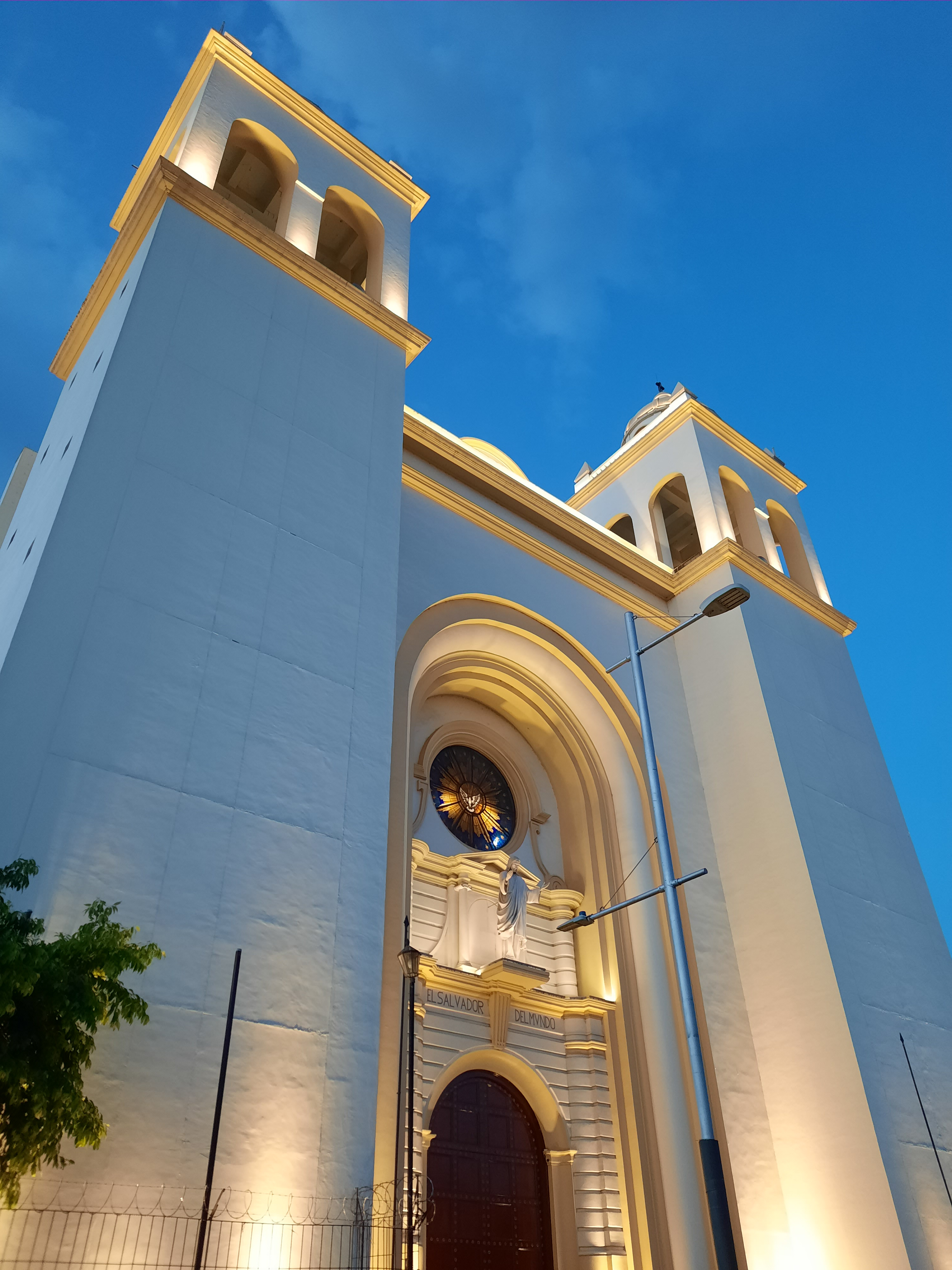
La façade.

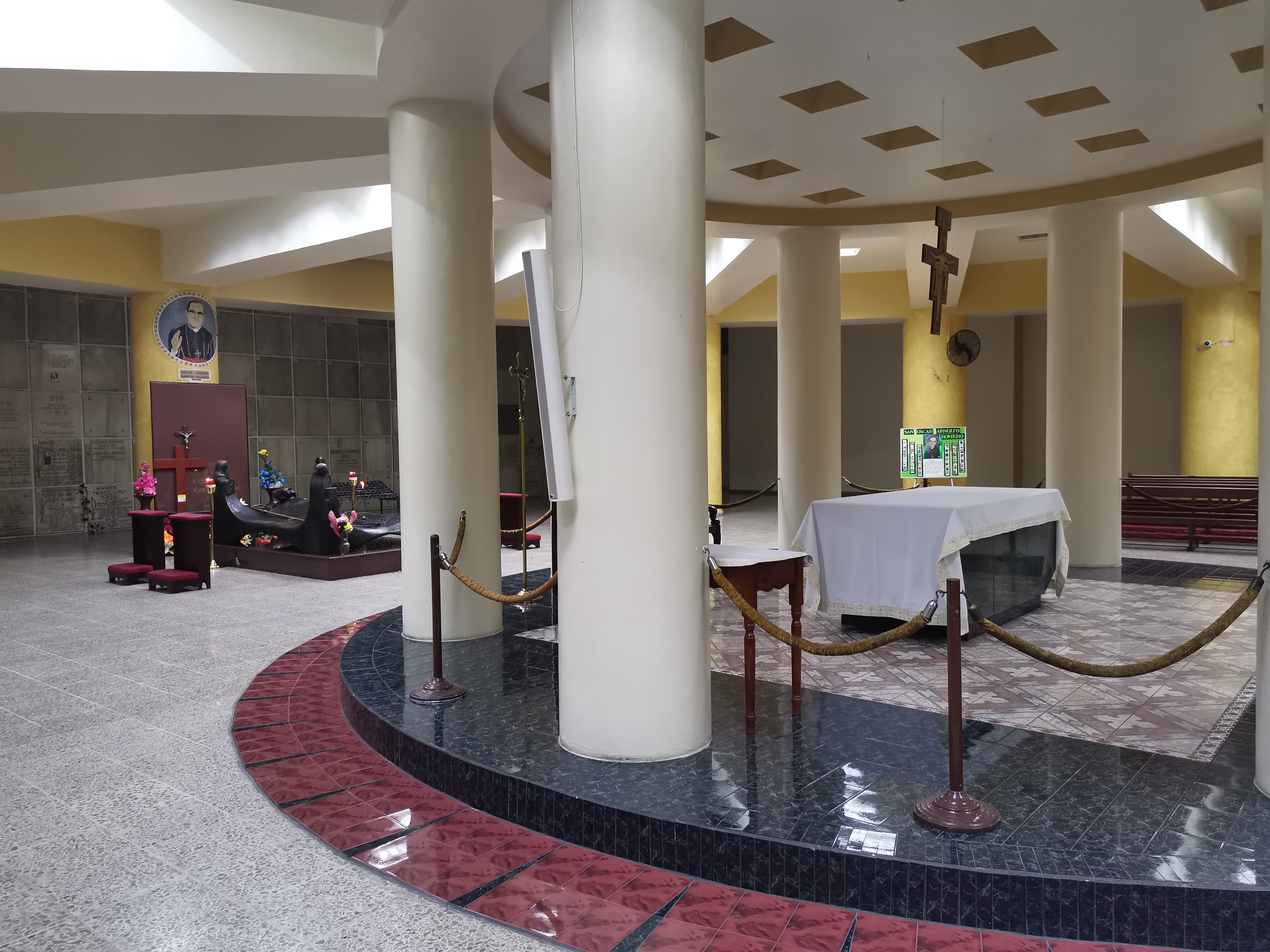
La crypte.

La façade frontale est impressionnante. Elle donne sur une place ombragée d'un hectare environ et bordée d'immeubles historiques anciens. Enserrée par le premier étage saillant, robuste et totalement aveugle des deux tours, cette façade est percée d'un gigantesque et unique portail qui occupe la quasi-totalité de la surface. Le sommet de ce portail constitué d'un grand arc en plein-cintre était entouré de peintures de Fernando Llort, de style naïf, d'inspiration indienne et aux couleurs étincelantes. Il en était de même pour les espaces assez réduits situés entre le portail et les dites bases des tours. Ces peintures ont été ôtées en 2011 car elle comportaient des symboles maçonniques.
Les deux tours, dont le premier corps aveugle saillant et massif produit une impression de forteresse et qui se prolonge jusqu'à hauteur du grand toit plat de l'édifice, possèdent un deuxième corps moins élevé et plutôt trapu. Tout aussi carré que le reste, cet étage possède quatre faces et est largement ouvert par de larges baies. Les tours sont surmontées chacune d'une terrasse supportant une curieuse petite coupole quadrangulaire et colorée, d'inspiration orientale.

### Le dôme
Un beau grand dôme de style néobyzantin et coloré de brun et de bleu surmonte le chœur. Il est posé sur un tambour percé de fenêtres, de hauteur moyenne et dont le diamètre s'étend sur presque toute la largeur de l'édifice. Il est à son tour surmonté d'un petit lanternon constituant le sommet de l'édifice.

## Description intérieure

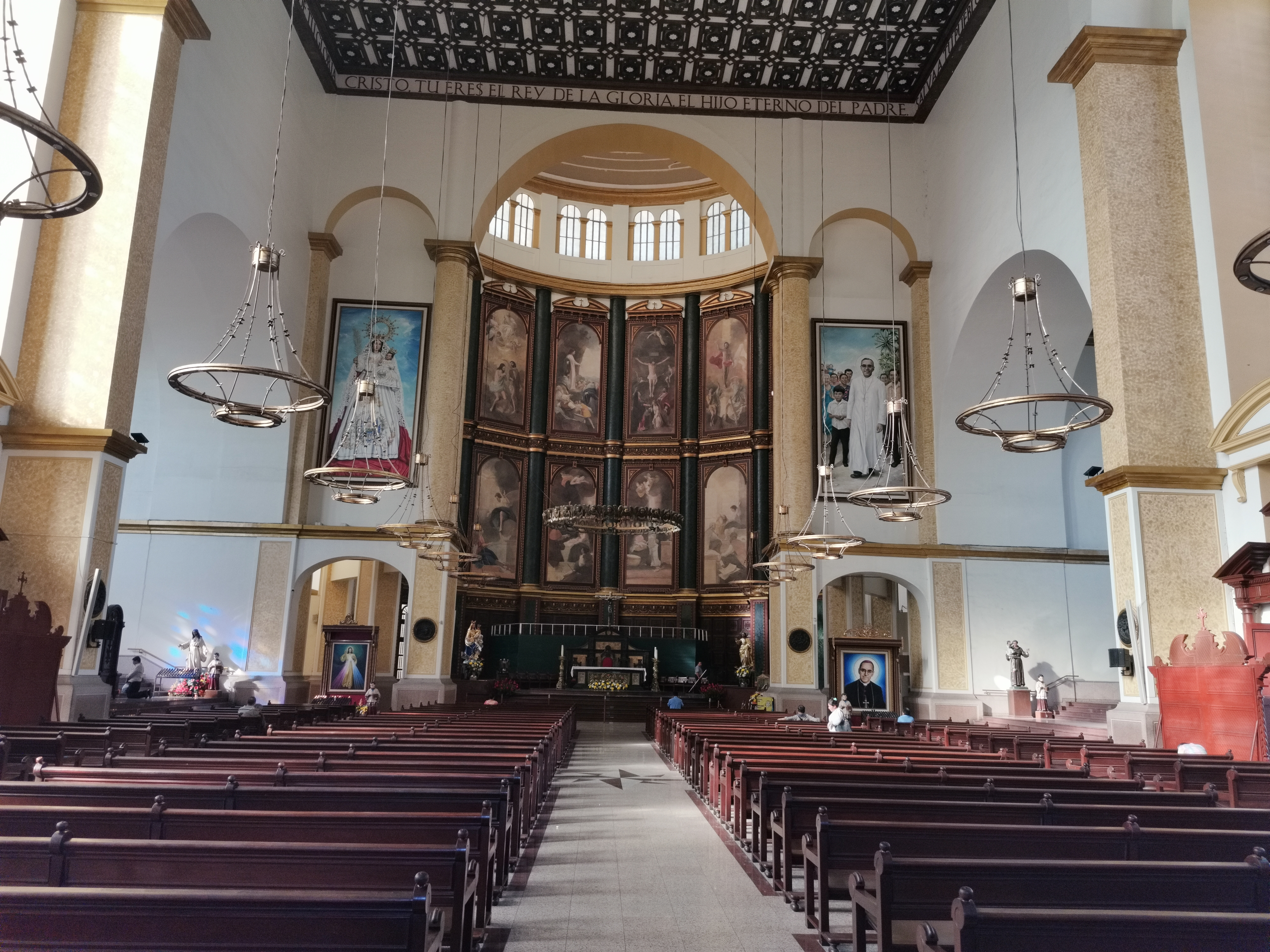
Le chœur.

L'intérieur, en lignes courbes et richement orné, contraste avec l'extérieur aux lignes régulières quadrangulaires. 
La coupole surmontant le chœur est constituée d'une peinture représentant des paysages, personnages et scènes de la vie quotidienne salvadorienne (indienne entre autres) sous un immense ciel bleu dans lequel voltigent quelques anges entourant les personnes de la Sainte Trinité et la Vierge Marie notamment. 
Le chœur est fermé à l'arrière par un hémicycle de riches boiseries surmontées de deux rangées de grandes peintures représentant des épisodes de la vie du Christ et d'autres scènes religieuses. Le maître-autel est surmonté d'un grand crucifix suspendu à la voûte du sanctuaire.